# Ordèn
Ordèn es una localidad española del municipio de Bellver de Cerdaña, perteneciente a la provincia de Lérida, en la comunidad autónoma de Cataluña.

## Toponimia
El nombre del lugar puede encontrarse referido con grafías como Orden y Ordèn.

## Historia
Hacia mediados del siglo XIX, Orden era mencionado como un caserío perteneciente al término de Talltendre, municipio del que seguía formando parte en la primera mitad del siglo XX. Aparece descrito en el decimosegundo volumen del Diccionario geográfico-estadístico-histórico de España y sus posesiones de Ultramar de Pascual Madoz de la siguiente manera:

ORDEN. cas. en la prov. de Lérida, part. jud. de Seo de Urgel, térm. jurisd. de Talltendre.
(Madoz, 1849, p. 296)

En 2023, el lugar, perteneciente al municipio de Bellver de Cerdaña, tenía empadronados 11 habitantes.